# トレド山地
トレド山地（スペイン語: Montes de Toledo）は、イベリア半島中央部を東西に走る山系。スペインのカスティーリャ＝ラ・マンチャ州とエストレマドゥーラ州、ポルトガルのアレンテージョ地方にまたがっている。最高峰は標高1,603mのラ・ビリュエルカ。

## 地理
トレド山地はイベリア半島中央部に位置し、メセタの南側を東西に分断している。その長さは約350kmであり、最大幅は約100kmである。もっとも幅が広がるのはカスティーリャ＝ラ・マンチャ州シウダー・レアル県プエルトリャノ付近である。北側はタホ川/テージョ川の流域、南側はグアディアナ川の流域であり、トレド山地は両水系の流域を隔てている。
その東端部は歴史的なラ・マンチャ地方の自然境界の一部となっており、その西端部はポルトガルのアレンテージョ地方ポルタレグレ県に達している。トレド山地内の保護地域として、スペインのカバニェロス国立公園と、ポルトガルのサン・マメーデ山地自然公園がある。

## 内包される山地
トレド山地は以下のような副次的山地に分けられる。

### 狭義のトレド山地
狭義のトレド山地は広義のトレド山地の東側部分のみであり、行政的にはカスティーリャ＝ラ・マンチャ州シウダー・レアル県北西部とトレド県南西部である。シウダー・レアル県にはトレド山地に名称の由来を持つモンテス・デ・トレド郡があるが、この郡にはトレド山地の一部分が含まれるのみである。
- ロシガルゴ山(1447m)
- コラル・デ・カントス山(1421m)
- ペニャフィエル山(1419m)
- アモール山(1379m)

トレド山地の主要部分は以下の山地である。
- カルデリーナ山地
- ビルヘン山地 : 最高峰は1213mのアラミーリョ峰。
- ルエンガ山地
- アランド山地
- レベントン山地
- モローネス山地
- クエバ山地

主要部分には以下の山地もある。 
- ジェベネス山地
- サン・パブロ山地[3]
- モンタルバン山塊
- ロシラルゴ山塊

### 広義のトレド山地
広義のトレド山地は以下の範囲も含む。
- アルタミラ山地（スペイン語版） : 最高峰は1324mのリスコス・アルトス。エストレマドゥーラ州とカスティーリャ=ラ・マンチャ州の州境付近[4]。
- オスピタル・デル・オビスポ山地 : 最高峰は1443mのセルバレス。アルタミラ山地と並行しており、両山地の間をグアダランケ川（英語版）が流れている[5]。
- ビリュエルカス山地（英語版）（グアダルーペ山地） : トレド山地でもっとも標高が高く、最高峰は1603mのラ・ビリュエルカ（英語版）[6]。
- モンタンチェス山地（英語版） : カセレス県中央部から南部。最高峰は995mのビエホ山[7]。
- サン・ペドロ山地（英語版） : カセレス県とバダホス県にまたがる。最高峰は702mのトリコ・デ・サン・ペドロ[8]。
- サン・マメーデ山地（英語版） : ポルトガルのアレンテージョ地方とエストレマドゥーラ州にまたがる。最高峰は1025mのサン・マメーデ峰[9]。

## ギャラリー

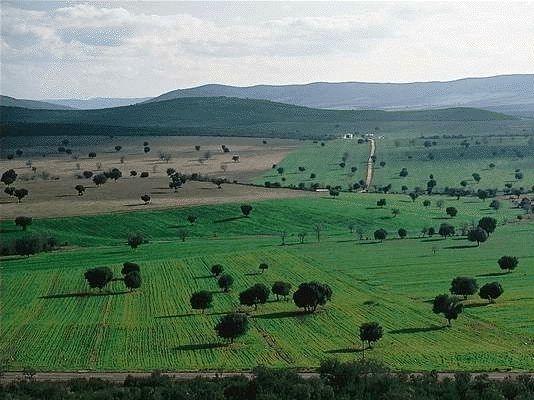
コルクガシなどが生える放牧地であるデエサ
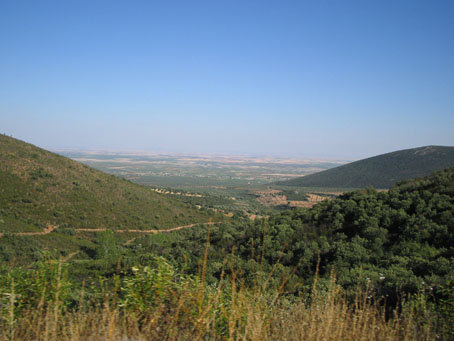
シウダ・レアル県プエルト・デ・シウダー・レアル（スペイン語版）から見たトレド山地
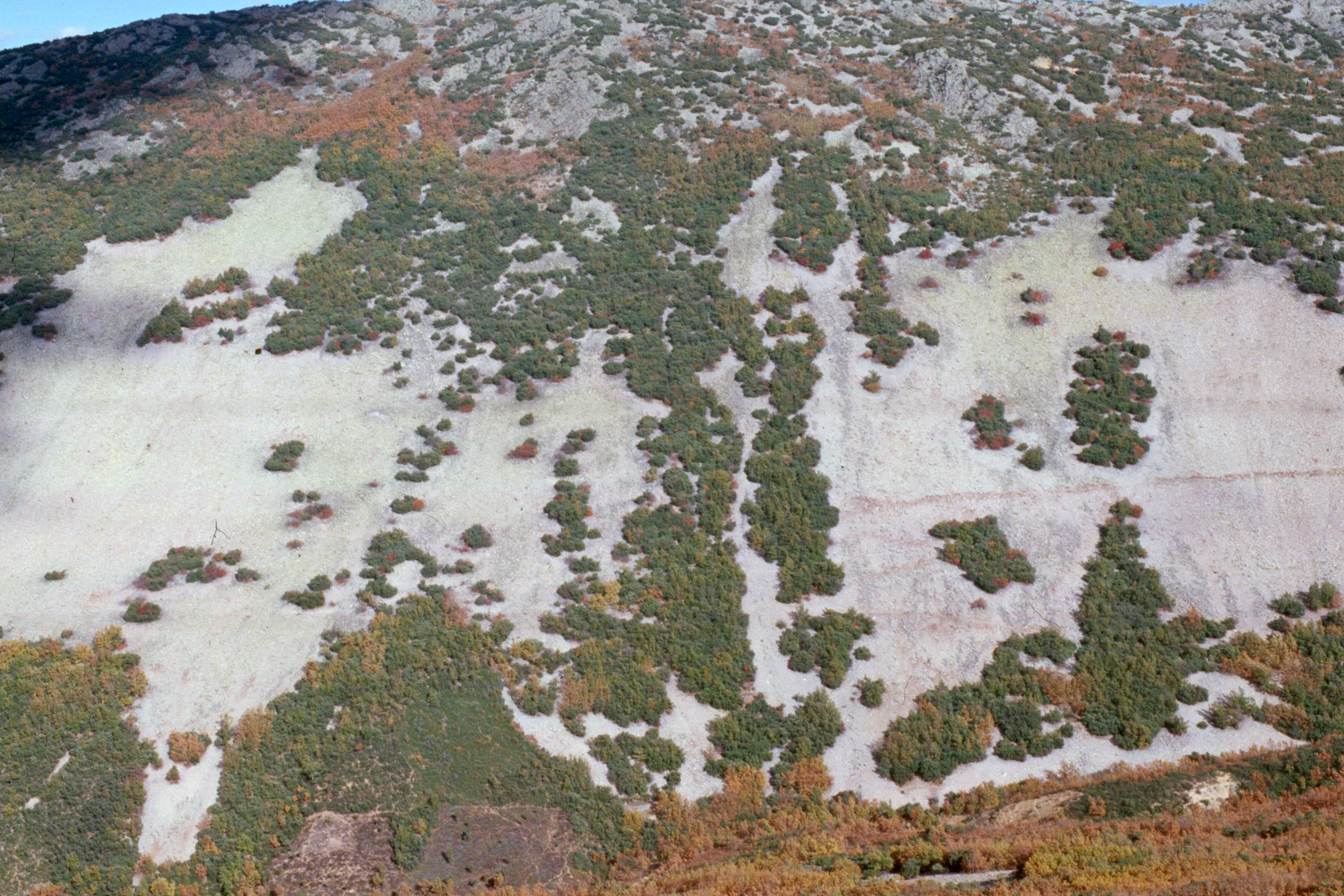
トレド山地のがれ場
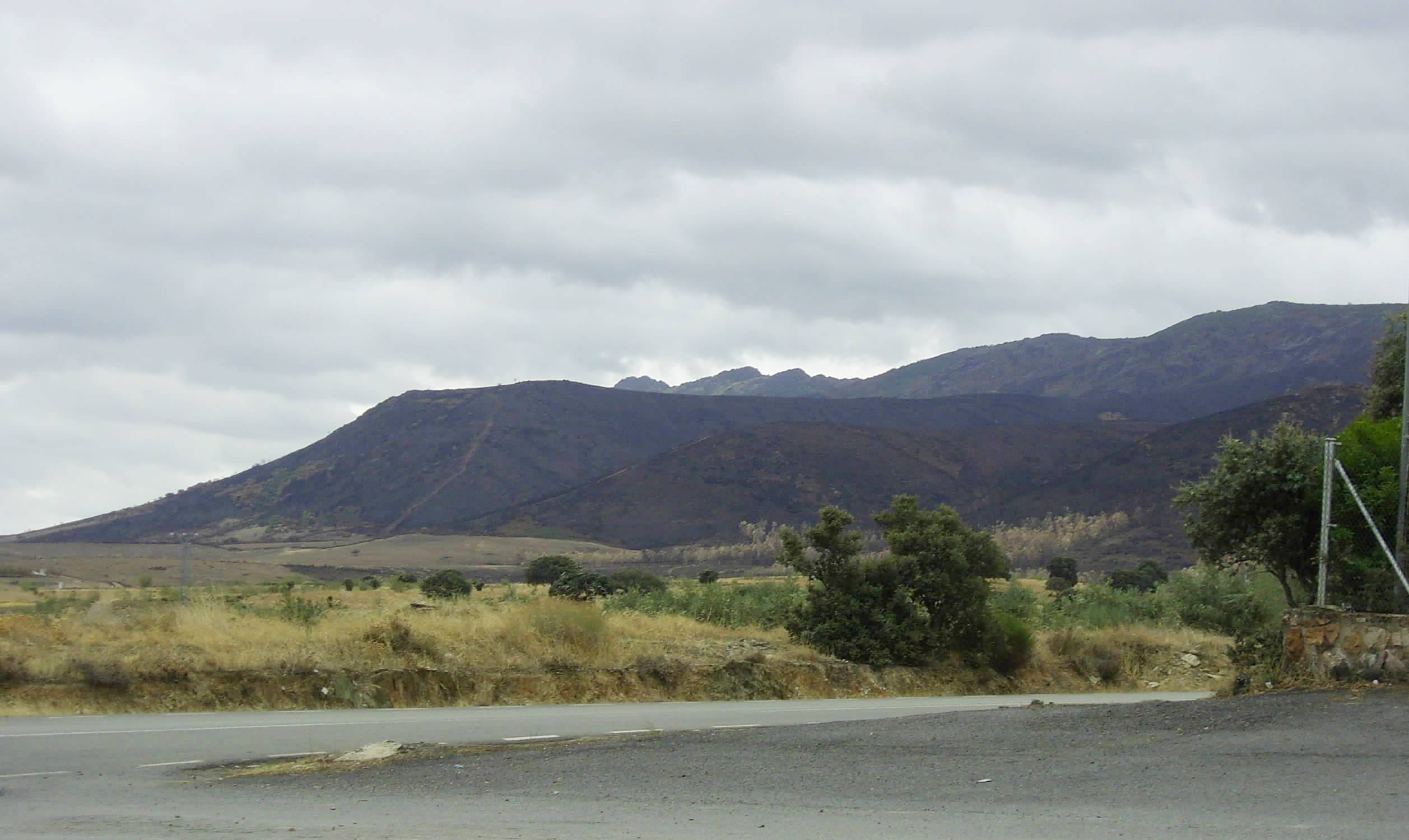
カセレス県カラスカレホ（英語版）近くから見たトレド山地
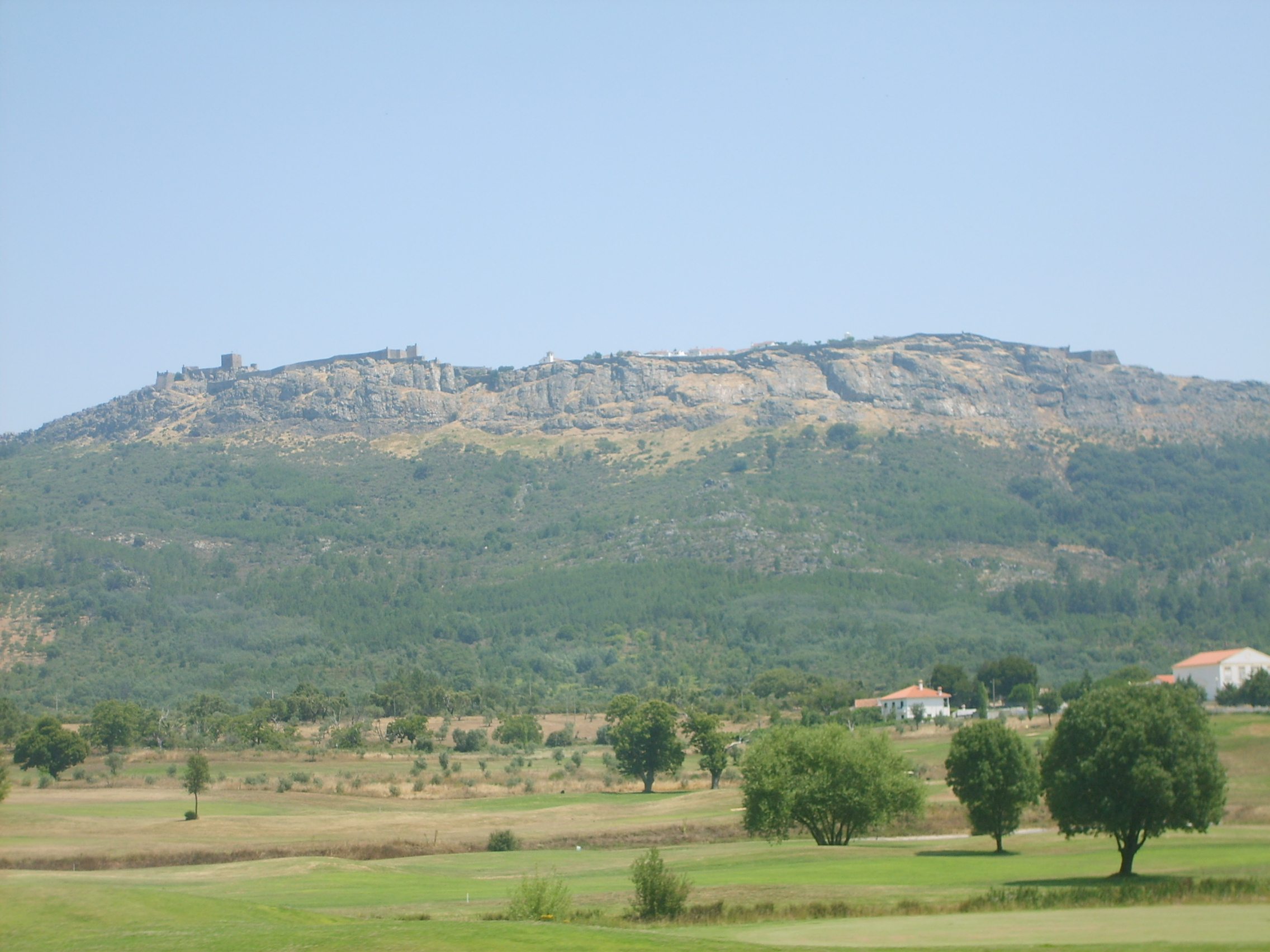
サン・マメーデ山地（英語版）のマルヴァン峰